# Желтопёрая камбала
Желтопёрая камбала́, или камбала-червонец, или желтопёрая лиманда, или колючая лиманда (лат. Limanda aspera) — вид лучепёрых рыб семейства камбаловых.
Крупная камбала, достигает в длину 49 см и массы 1.7 кг. На глазной стороне вдоль спинного и анального плавников проходит узкая чёрная полоска. Слепая сторона белая, спинной и анальный плавники снизу жёлтые с голубовато-серым краем и белыми концами лучей.
Широко распространена, обитает в морях северной части Тихого океана, проникая по азиатскому побережью до Пусана, по американскому до острова Ванкувер, на севере заходит в Чукотское море.

## Биология
Ведёт придонный образ жизни. Держится у берегов на глубине 15—80 м, преимущественно над песчаными грунтами. Зимой отходит от берегов на большие глубины, держась преимущественно на 250—400 м.

### Питание
Основу рациона составляют ракообразные, моллюски, черви и мелкие рыбы.
Это ценный промысловый вид.
| |  |  |
| Слева на право: Желтопёрая камбала северных Курильских островов. Слепая и глазная стороны. Продольный шлиф отолита желтопёрой камбалы, возрастом 19 лет |  |  |